# الملد
الملد هي قرية تراثية قع في جبال السراة، جنوب مدينة الباحة 3 كم على الطريق المؤدي إلى محافظة بلجرشي، تبعد عن مكة المكرمة حوالي 250 كيلو متر.
كانت تشتهر باللوز والعنب والحماط والتين، كما تشتهر بحصونها المرتفعة والشامخة في قمة جبل تحيطها البيوت القديمة.
مناخها ممطر وبارد في الشتاء ومعتدل في الصيف. تعد القرية معلم سياحي لذا رُممت المعالم التراثية فيها من قبل هيئة التراث وبلدية الباحة للحفاظ عليها وعلى هويتها التراثية.

## برجا قرية المَلَدْ (حصن الأخوين)
من أهم المعالم التاريخية في القرية نجد برجا قرية الملد وهو عبارة على حِصنين متجاورين كانا لشقيقين قاما ببنائهما قديماً للمراقبة الحربية وجعلا منهما مستودعا للأغذية، ويجاور هذين البرجين مبنى كانت تُبرم فيه اتفاقيات الصلح بين القبائل وتعقد فيه الصفقات التجارية في قديم الزمان حيث يقعان على طريق التجارة القديم المؤدي لعسير جنوباً. . يفصل بينهما 120سم وهما متساويان تماما في الشكل والمقاسات والارتفاع والتصميم الداخلي وافضل تسمية لهما الجنوبي والشمالي.  يقدر عمر الحصنين بنحو 400 عام، وقد شيدا باستخدام حجارة بركانية محلية. يبلغ ارتفاعهما نحو 100 متر عن سطح الوادي ويتكون من 4 طوابق.

## متحف الأخوين
يوجد متحف في إحدى المنازل القديمة المجاورة لحصن الأخوين، يتكون المتحف من طابقين، يضم مجموعات من القطع التراثية الأصلية، بما في ذلك أدوات الزراعة والنجارة والحدادة، وملابس وأواني تراثية، وأسلحة. ويحتوي على استديو للتصوير بالزي التراثي.